# Siphonophora
Os sifonóforos, ou Siphonophora, Eschscholtz, 1829, (também designados, principalmente em documentos mais antigos, como Siphonophorae) constituem uma ordem de hidrozoários, classe de invertebrados marinhos do filo Cnidaria. Apesar de terem, à primeira vista, a aparência de medusas são, de facto, colónias de vários membros - os zooides - que podem ser polipoides ou medusoides, morfológica e funcionalmente especializados. Uma das espécies mais conhecidas é conhecida como caravela-portuguesa ou garrafa-azul. 
São quase sempre pelágicos. 
É também notável uma espécie descoberta, do género Erenna que é uma das duas únicas espécies animais a emitir bioluminescência vermelha.

## Subordens e famílias
- Subordem Physonectae Haeckel, 1888
  - Agalmatidae
  - Apolemiidae
  - Athorybiidae
  - Erennidae
  - Forskaliidae
  - Physophoridae
  - Pyrostephidae
  - Rhodaliidae
- Subordem Calycophorae Leuckart, 1854
  - Abylidae
  - Clausophyidae
  - Diphyidae
  - Hippopodiidae
  - Prayidae
  - Sphaeronectidae
- Subordem Cystonectae, Haeckel, 1887
  - Physaliidae
  - Rhizophysidae (exemplo de espécie: Bathyphysa conifera)

## Sifonóforos de Haeckel
Ernst Haeckel desenhou vários sifonóforos em diversas placas da sua Kunstformen der Natur (1904).

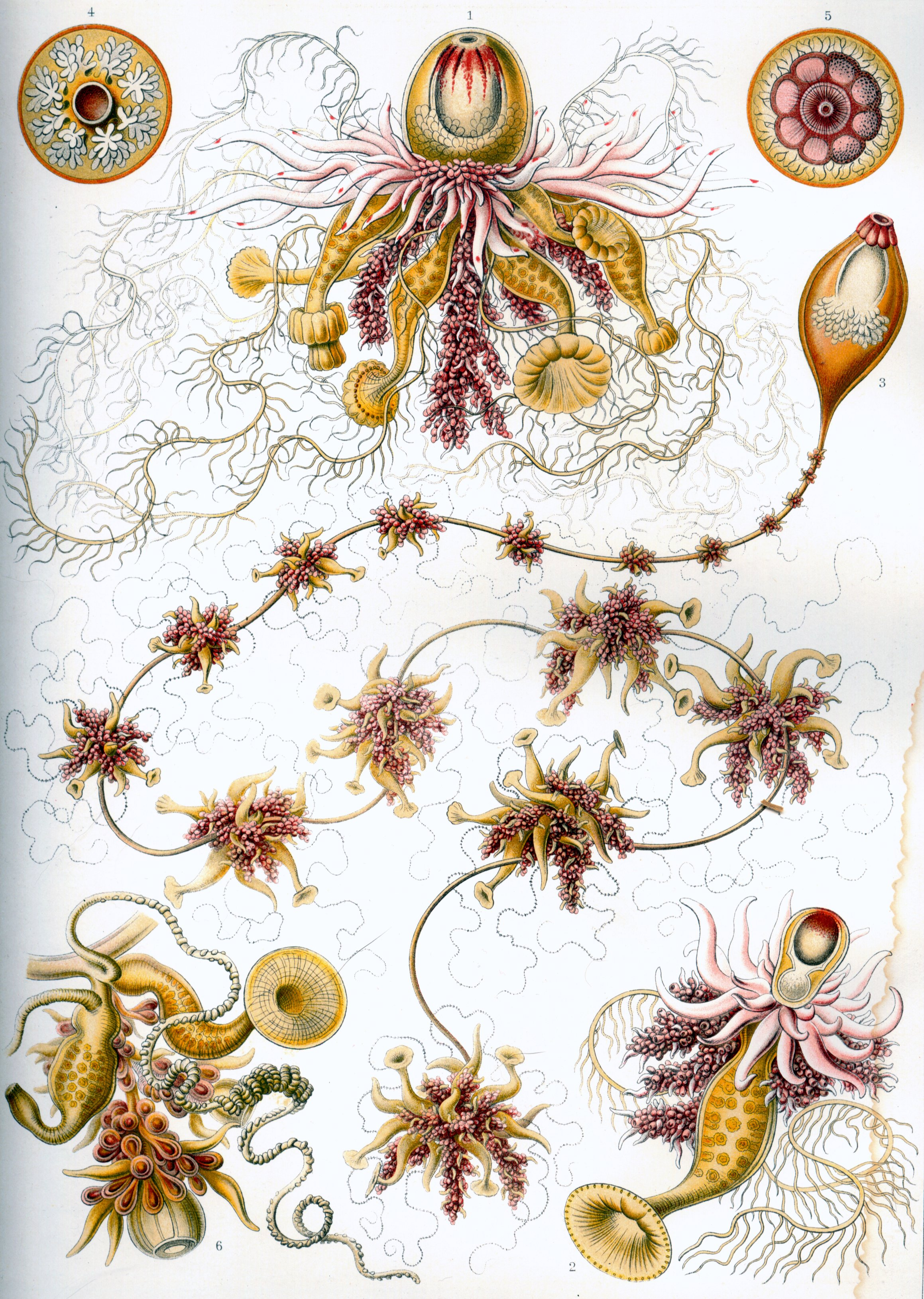
Placa 7.
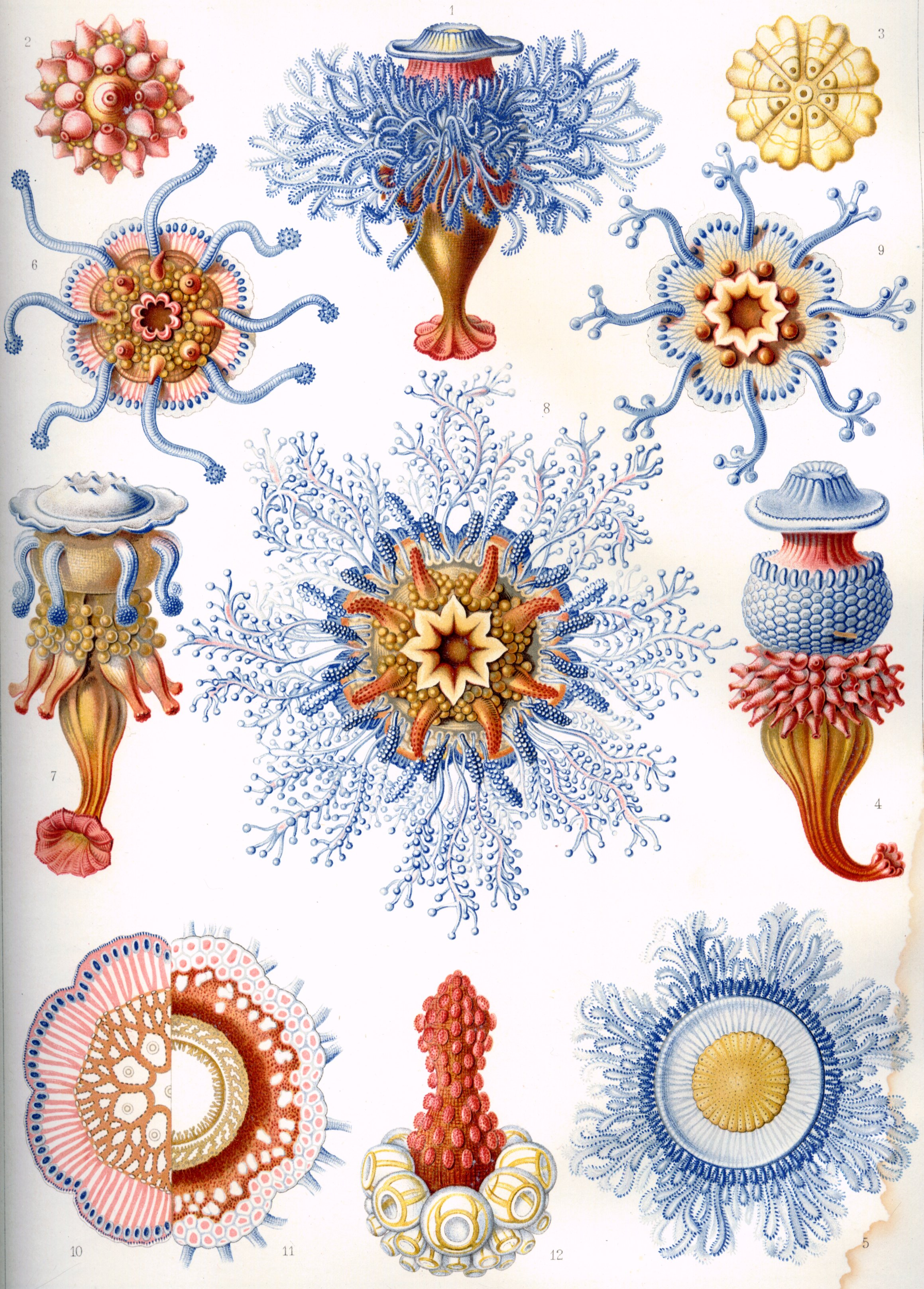
17.
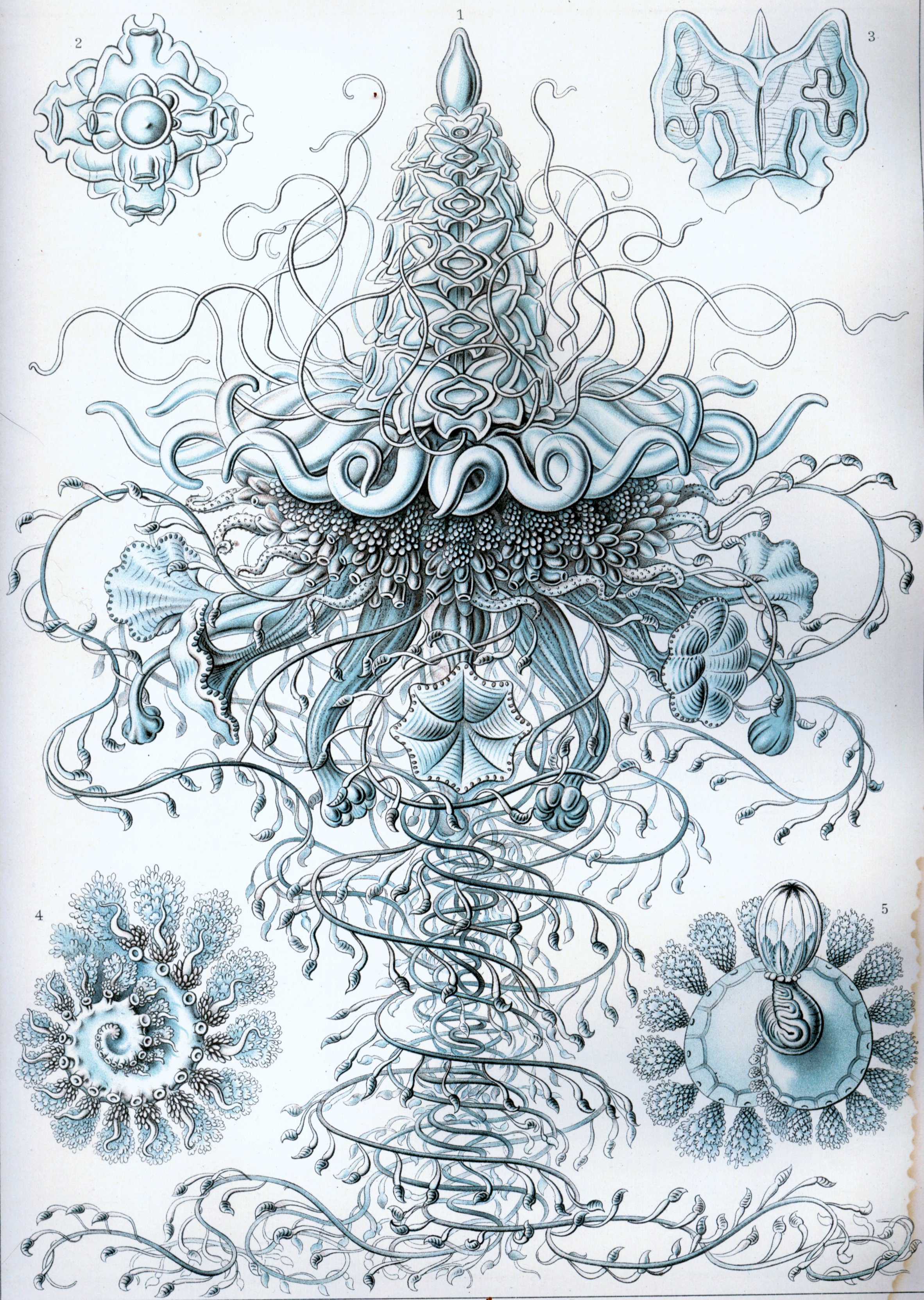
37.
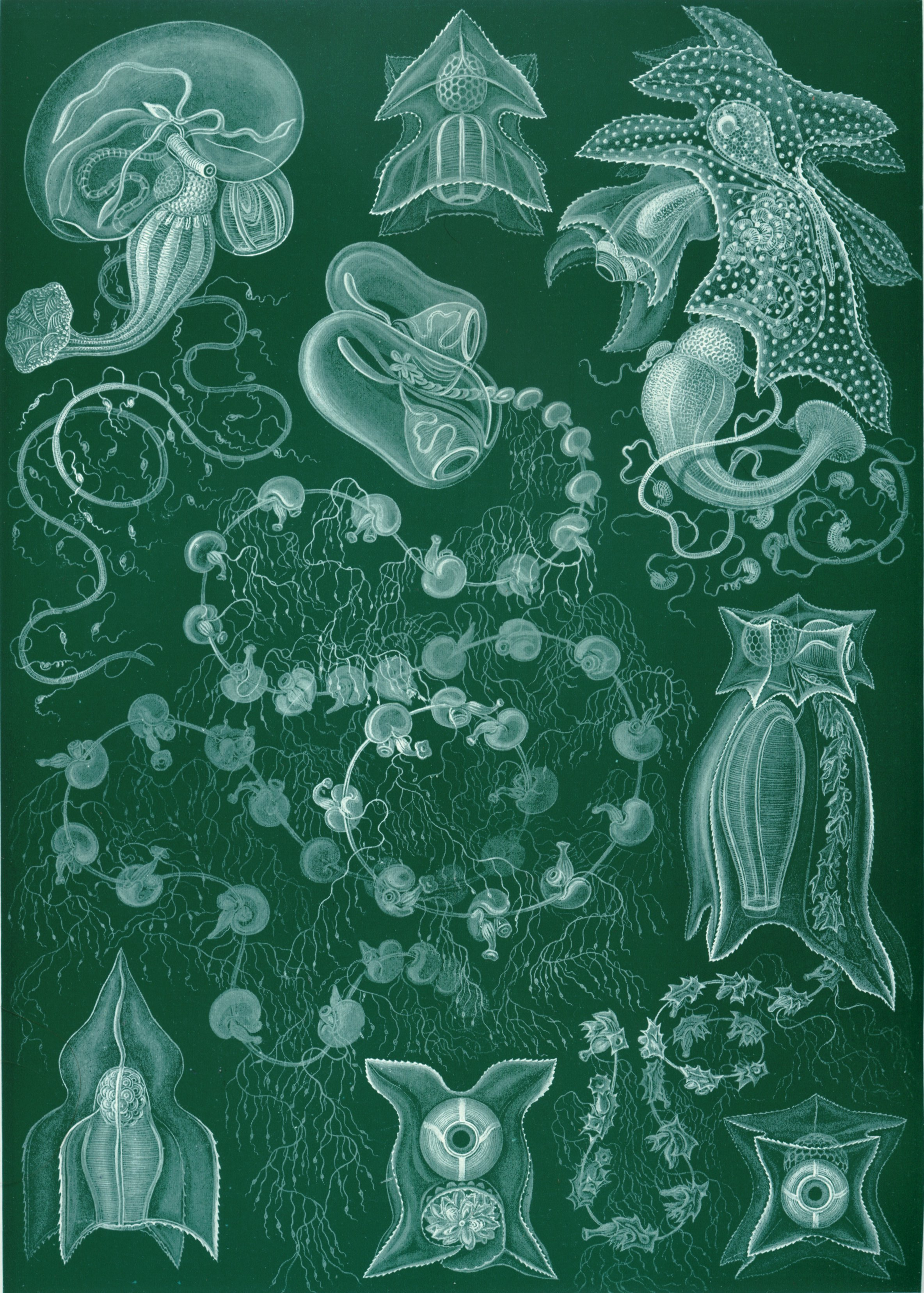
77.